# Arp 299

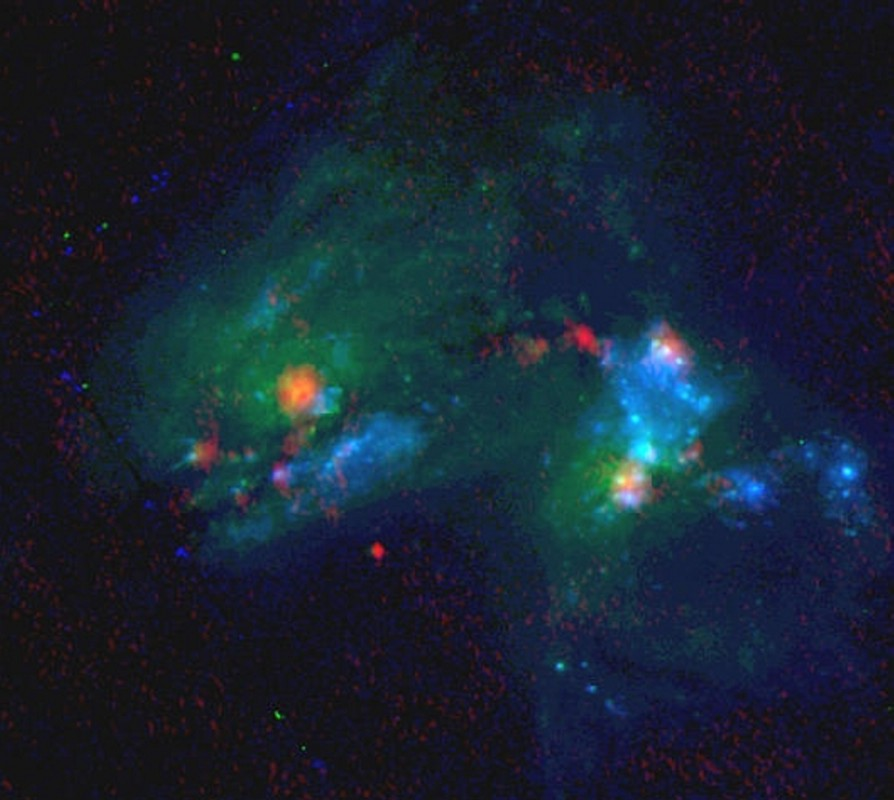
Falschfarbenbild des verschmelzenden Galaxienpaars (Kombination einer VLA-Aufnahme mit einer HST-Aufnahme)

Arp 299 ist ein etwa 143 Millionen Lichtjahre entferntes System von interagierenden Galaxien im Sternbild Ursa Major am Nordsternhimmel. Das System besteht aus einem verschmelzenden Galaxienpaar, dessen Kerne nur etwa 22″ voneinander entfernt sind, sowie einer etwa eine Bogenminute nordwestlich gelegenen, kleinen E/S0-Galaxie (IC 694).
Die Katalog-Bezeichnungen NGC 3690 und IC 694 beziehen sich auf dieses System, wobei die Zuordnung uneinheitlich erfolgt. Für weitere Verwirrung sorgte zudem der Umstand, dass in Arps Atlas of Peculiar Galaxies die Bezeichnungen NGC 3690 and IC 694 irrtümlich Arp 296 zugeordnet werden, einem anderen interagierenden Galaxienpaar, nur wenige Bogenminuten von Arp 299 entfernt. Halton Arp gliederte seinen Katalog ungewöhnlicher Galaxien nach rein morphologischen Kriterien in Gruppen. Dieses Galaxienpaar gehört zu der Klasse Unklassifizierte Doppelgalaxien.
Im Arp-299-System wurden die Supernovae SN 1992bu, SN 1993G, SN 1998T, SN 1999D, SN 1990al, SN 2005U und SN 2024gzk beobachtet.
Das Objekt wurde zweimal entdeckt; am 8. März 1790 von dem deutsch-britischen Astronomen Wilhelm Herschel (als NGC 3690 gelistet) und am 27. Januar 1852 vom irischen Astronomen Bindon Blood Stoney, einem Assistenten von William Parsons (als IC 694 notiert).